# Ночи
Ночи (итал. Noci) је насеље у Италији у округу Бари, региону Апулија.
Према процени из 2011. у насељу је живело 15383 становника. Насеље се налази на надморској висини од 422 м.

## Становништво
Према резултатима пописа становништва 2011. у општини је живело 19.285 становника.
| 1931.  | 1936.  | 1951.  | 1961.  | 1971.  | 1981.  | 1991.  | 2001.  | 2011.  |
| ------ | ------ | ------ | ------ | ------ | ------ | ------ | ------ | ------ |
| 14.005 | 14.674 | 16.588 | 16.951 | 16.996 | 18.210 | 19.176 | 19.564 | 19.285 |

## Партнерски градови
- Таргу Жију